# Ekebysjön (Danderyds socken, Uppland)
Ekebysjön är en sjö i Danderyds kommun i Uppland och ingår i Åkerström-Norrströms kustområde. Sjön är 3 meter djup, har en yta på 0,0765 kvadratkilometer och är belägen 6 meter över havet.
Sjön ingår i Ekebysjöns naturreservat.

## Delavrinningsområde
Ekebysjön ingår i det delavrinningsområde (659093-162406) som SMHI kallar för Rinner mot Edsviken. Medelhöjden är 23 meter över havet och ytan är 28,04 kvadratkilometer. Det finns inga avrinningsområden uppströms utan avrinningsområdet är högsta punkten. Avrinningsområdets utflöde mynnar i havet, utan att ha någon enskild mynningsplats. Avrinningsområdet består delvis av skog (17 procent). Bebyggelsen i området täcker en yta av 21,56 kvadratkilometer eller 77 procent av avrinningsområdet.